# والتر هاوسر براتین
والتر هاوسِر براتین (به انگلیسی: Walter Houser Brattain) (زاده ۱۰ فوریه ۱۹۰۲ – درگذشته ۱۳ اکتبر ۱۹۸۷) فیزیک‌دان آمریکایی بود.
در آزمایشگاه بل بود که همراه با جان باردین و ویلیام شاکلی برای مطالعه و تحقیق در مورد نیمه‌رسانها و پیدا کردن اثر ترانزیستور موفق شدند
جایزه نوبل فیزیک سال ۱۹۵۶ را دریافت کنند.